# Perry Turnbull
Perry John Turnbull (* 9. März 1959 in Bentley, Alberta) ist ein ehemaliger kanadischer Eishockeyspieler, der im Verlauf seiner aktiven Karriere zwischen 1975 und 1992 unter anderem 642 Spiele für die St. Louis Blues, Canadiens de Montréal und Winnipeg Jets in der National Hockey League auf der Position des linken Flügelstürmers bestritten hat. Turnbull, der im stark besetzten NHL Entry Draft 1979 bereits an der zweiten Gesamtposition ausgewählt worden war, verbrachte insgesamt neun Spielzeiten in der NHL. Sein Sohn Travis ist und sein Cousin Randy war ebenfalls professioneller Eishockeyspieler.

## Karriere
Turnbull verbrachte seine Juniorenzeit zunächst über zwei Spielzeiten zwischen 1974 und 1976 bei den The Pas Blue Devils in der Alberta Junior Hockey League. Noch gegen Ende der Saison 1975/76 wechselte der Stürmer in die höherklassige Juniorenliga Western Canada Hockey League, wo er den Rest der Spielzeit und den Beginn der folgenden bei den Calgary Centennials verbrachte. Nach insgesamt 29 Einsätzen verließ er das Team aber und wechselte innerhalb der Liga zu den Portland Winter Hawks. Nach zwei nahezu statistisch identischen Jahren in der Liga zwischen 1976 und 1978 steigerte sich Turnbull in seinem letzten Jahr in der nun als Western Hockey League firmierenden Liga auf 136 Scorerpunkte in 90 Einsätzen. Damit führte er die Winter Hawks in die Finalserie um den President’s Cup, wo die Mannschaft allerdings den Brandon Wheat Kings unterlag. Er selbst wurde als WHL Player of the Year ausgezeichnet und ins Second All-Star Team der Liga berufen. Sein Talent für offensive Spielsituationen gepaart mit seinem aggressiven Spielstil, der ihm in seinem letzten Jahr zu den 136 Punkten über 200 Strafminuten einbrachte, machte den Angreifer auch für den NHL Entry Draft 1979 interessant. Dort wurde er schließlich bereits an zweiter Gesamtposition von den St. Louis Blues aus der National Hockey League ausgewählt, und damit vor den späteren Hockey-Hall-of-Fame-Mitgliedern Mark Messier, Ray Bourque, Mike Gartner, Michel Goulet und Glenn Anderson.
Im Anschluss an den Draft wechselte der Kanadier umgehend zu den St. Louis Blues in die NHL und wurde dort in den folgenden viereinhalb Jahren zu einer festen Größe des Franchises. Mit Ausnahme seiner Rookiespielzeit gelangen ihm in den drei folgenden kompletten Spieljahren stets mehr als 30 Tore und nur einmal weniger als 50 Scorerpunkte. Dennoch trennten sich die Blues im Dezember 1983 von dem veritablen Scorer und transferierten ihn im Tausch für gleich drei Spieler – namentlich Doug Wickenheiser, Gilbert Delorme und Greg Paslawski – jenseits der Grenze zu den Canadiens de Montréal. Für die Habs bestritt Turnbull lediglich 49 Spiele inklusive der Playoffs und erzielte dabei magere sieben Tore. Bereits im Juni 1983 trennten sich die Franko-Kanadier wieder von dem Flügelstürmer und gaben ihn in einem Transfer an die Winnipeg Jets ab. Diese schickten dafür Lucien DeBlois nach Montréal.
In Winnipeg fand der einstige Erstrunden-Draftpick für die folgenden drei Jahre wieder eine sportliche Heimat. Er erreichte in seinen ersten beiden Jahren bei den Jets jeweils über 20 Tore, fiel dann aber vom Beginn der Saison 1986/87 bis zum Februar 1987 verletzt aus. In den restlichen 27 Einsätzen erzielte er lediglich ein Tor und bereitete fünf weitere vor. Im Juni 1987 kehrte der 28-Jährige im Tausch für ein Fünftrunden-Wahlrecht im NHL Entry Draft 1987 zu den St. Louis Blues zurück. Dort absolvierte er seine letzte Saison in der NHL, konnte sich im Vergleich zu verletzungsgeprägten Vorjahr aber wieder leicht steigern.
Dennoch verließ Turnbull daraufhin den nordamerikanischen Kontinent und versuchte in Europa Fuß zu fassen. Er unterzeichnete für die Saison 1988/89 einen Vertrag bei Asiago Hockey aus der italienischen Serie A1. Nach einem Jahr dort wechselte er zum Ligakonkurrenten HC Alleghe, ehe er zum Ende des Spieljahres ein kurzes Gastspiel beim Zürcher SC aus der Schweizer Nationalliga A gab. Diesen unterstützte er in fünf der zehn Spiele in der Relegationsrunde zur Nationalliga B. Mit vier Scorerpunkten, darunter drei Tore, leistete er seinen Anteil zum Klassenerhalt des Traditionsklubs. Anschließend kehrte der Offensivspieler nach Italien zurück. Dort verbrachte er die Saison 1990/91 beim amtierenden Meister HC Bozen, dem in der Meisterrunde die erfolgreiche Titelverteidigung nicht gelang. Die Mannschaft belegte schließlich den zweiten Rang. Turnbull verließ daraufhin Italien und schloss sich dem deutschen Drittligisten EC Dorsten an, dem mit der Verpflichtung ein echter Transfercoup gelang. Turnbull bestritt insgesamt 42 Spiele für den Oberligisten und erzielte dabei 105 Punkte. Damit bewahrte er den Klub vor dem Abstieg. Nach der Saison beendete er im Alter von 33 Jahren seine aktive Karriere.

## Erfolge und Auszeichnungen
- 1979 WHL Player of the Year
- 1979 WHL Second All-Star Team
- 1991 Italienischer Vizemeister mit dem HC Bozen

## Karrierestatistik
(Legende zur Spielerstatistik: Sp oder GP = absolvierte Spiele; T oder G = erzielte Tore; V oder A = erzielte Assists; Pkt oder Pts = erzielte Scorerpunkte; SM oder PIM = erhaltene Strafminuten; +/− = Plus/Minus-Bilanz; PP = erzielte Überzahltore; SH = erzielte Unterzahltore; GW = erzielte Siegtore; 1 Play-downs/Relegation; Kursiv: Statistik nicht vollständig)